# Кюна
Кю̀на (на английски: Kuna) е град в окръг Ейда, щата Айдахо, САЩ. Кюна е град с бързо растящо население: за периода от 2000 до 2010 година броят на жителите му се е увеличил три пъти – от 5 382 жители на 15 210. Общата площ на града е 6,2 km². Намира се на 821 m надморска височина. ZIP кодът на Кюна е 83634, а телефонният код – 208.